# لیسی هرن
لیسی هرن (انگلیسی: Lacey Hearn; ۲۳ مارس ۱۸۸۱ – ۱۹ اکتبر ۱۹۶۹) ورزشکار دو و میدانی اهل ایالات متحده آمریکا بود.